# 丹麥藍芝士
丹麥藍芝士（Danablu）產自丹麥，是一種藍芝士，於1972年由丹麥人發明。丹麥藍芝士一般都沒有外殼，由金屬薄膜包裝。此芝士的芝士肉為乳白色，肉身上帶有藍色班紋及不規則的洞眼，質地軟，味道帶有強烈的鹹味。